# Пелевин, Александр Андреевич
Александр Андреевич Пелевин (род. 16 мая 2004, Балахна, Нижегородская область) — российский хоккеист, защитник. Мастер спорта России (2024).

## Биография
Воспитанник нижегородского «Торпедо». В сезонах 2020/21 — 2022/23 играл за молодёжную команду «Чайка» в МХЛ. 14 сентября 2021 года дебютировал в КХЛ, сыграв в гостевом матче «Торпедо» против рижского «Динамо» (1:2). Также провёл в сезоне два матча за аффилированный клуб ВХЛ «АКМ». В начале сезона 2023/24 провёл за партнёрский клуб ВХЛ «Дизель» Пенза один матч, но вскоре «Торпедо» вернулось к сотрудничеству с «АКМ», а Пелевин перешёл в «Зауралье» Курган. С сезона 2024/25 — игрок команды ВХЛ «Торпедо-Горький», также провёл два матча за «Торпедо» в КХЛ.
Бронзовый призёр хоккейного турнира европейского юношеского олимпийского фестиваля 2022 года, был капитаном команды.
На драфте НХЛ 2022 года был выбран в 7-м раунде под общим 205-м номером клубом «Каролина Харрикейнз».